# Amaurospiza
Az Amaurospiza a madarak osztályának verébalakúak (Passeriformes) rendjébe és a kardinálispintyfélék (Cardinalidae) családjába tartozó nem.

## Rendszerezésük
A nemet Jean Cabanis német ornitológus írta le 1853-ban, az alábbi fajok tartoznak ide:
- kék magvágó (Amaurospiza concolor)
- Amaurospiza aequatorialis
- Amaurospiza carrizalensis
- fehérvállú magvágó (Amaurospiza moesta)